# Gheorghe A. Olănescu
Gheorghe A. Olănescu (n. 16 septembrie 1905, Olănești, Vâlcea – d. 7 mai 1986, București) a fost un medic român, membru corespondent al Academiei Române.

## Distincții
- titlul de „Medic Emerit al Republicii Populare Romîne” (31 decembrie 1962) „pentru merite excepționale și realizări deosebite in domeniul ocrotirii sănătății oamenilor muncii”[1]
- Ordinul Muncii clasa I (31 decembrie 1962) „pentru merite excepționale și realizări deosebite in domeniul ocrotirii sănătății oamenilor muncii”[2]